# Szwajcaria na Zimowych Igrzyskach Olimpijskich 2014
Szwajcaria na Zimowych Igrzyskach Olimpijskich 2014 – kadra sportowców reprezentujących Szwajcarię na igrzyskach w 2014 roku w Soczi. Kadra liczyła 163 sportowców.

## Skład reprezentacji

### Biathlon

#### Mężczyźni
- Claudio Böckli
- Simon Hallenbarter
- Ivan Joller
- Benjamin Weger
- Serafin Wiestner

| Konkurencja       | Zawodnik           | Czas      | Strzelanie | Miejsce |
| ----------------- | ------------------ | --------- | ---------- | ------- |
| Sprint            | Claudio Böckli     | -         | -          | -       |
| Sprint            | Simon Hallenbarter | -         | -          | -       |
| Sprint            | Ivan Joller        | -         | -          | -       |
| Sprint            | Benjamin Weger     | 27:00.5   | 1+0        | 63.     |
| Sprint            | Serafin Wiestner   | 26:10.2   | 1+1        | 40.     |
| Bieg pościgowy    | Claudio Böckli     | -         | -          | -       |
| Bieg pościgowy    | Simon Hallenbarter | -         | -          | -       |
| Bieg pościgowy    | Ivan Joller        | -         | -          | -       |
| Bieg pościgowy    | Benjamin Weger     | -         | -          | -       |
| Bieg pościgowy    | Serafin Wiestner   | 39:48.1   | 2+1+3+1    | 57.     |
| Bieg indywidualny | Claudio Böckli     | 58:19.2   | 1+1+0+2    | 79.     |
| Bieg indywidualny | Simon Hallenbarter | 54:52.2   | 1+0+0+0    | 47.     |
| Bieg indywidualny | Ivan Joller        | 56:40.6   | 0+1+1+1    | 67.     |
| Bieg indywidualny | Benjamin Weger     | 54:54.5   | 1+1+1+1    | 48.     |
| Bieg indywidualny | Serafin Wiestner   | -         | -          | -       |
| Bieg masowy       | Claudio Böckli     | -         | -          | -       |
| Bieg masowy       | Simon Hallenbarter | -         | -          | -       |
| Bieg masowy       | Ivan Joller        | -         | -          | -       |
| Bieg masowy       | Benjamin Weger     | -         | -          | -       |
| Bieg masowy       | Serafin Wiestner   | -         | -          | -       |
| Sztafeta          | Claudio Böckli     | 1:16:15.8 | 0+10       | 14.     |
| Sztafeta          | Ivan Joller        | 1:16:15.8 | 0+10       | 14.     |
| Sztafeta          | Benjamin Weger     | 1:16:15.8 | 0+10       | 14.     |
| Sztafeta          | Serafin Wiestner   | 1:16:15.8 | 0+10       | 14.     |

#### Kobiety
- Irene Cadurisch
- Aita Gasparin
- Elisa Gasparin
- Selina Gasparin

| Konkurencja       | Zawodnik        | Czas      | Miejsce |
| ----------------- | --------------- | --------- | ------- |
| Sprint            | Irene Cadurisch | -         | -       |
| Sprint            | Aita Gasparin   | -         | -       |
| Sprint            | Elisa Gasparin  | 21:38.2   | 8.      |
| Sprint            | Selina Gasparin | 21:46.5   | 13.     |
| Bieg pościgowy    | Irene Cadurisch | -         | -       |
| Bieg pościgowy    | Aita Gasparin   | -         | -       |
| Bieg pościgowy    | Elisa Gasparin  | 32:42.8   | 31.     |
| Bieg pościgowy    | Selina Gasparin | 30:59.1   | 15.     |
| Bieg indywidualny | Irene Cadurisch | 49:01.0   | 37.     |
| Bieg indywidualny | Aita Gasparin   | 52:14.9   | 62.     |
| Bieg indywidualny | Elisa Gasparin  | 48:46.9   | 33.     |
| Bieg indywidualny | Selina Gasparin | 44:35.3   | 2.      |
| Bieg masowy       | Irene Cadurisch | -         | -       |
| Bieg masowy       | Aita Gasparin   | -         | -       |
| Bieg masowy       | Elisa Gasparin  | DNF       | DNF     |
| Bieg masowy       | Selina Gasparin | 36:54.9   | 10.     |
| Sztafeta          | Irene Cadurisch | 1:12:34.3 | 9.      |
| Sztafeta          | Aita Gasparin   | 1:12:34.3 | 9.      |
| Sztafeta          | Elisa Gasparin  | 1:12:34.3 | 9.      |
| Sztafeta          | Selina Gasparin | 1:12:34.3 | 9.      |

| Konkurencja       | Zawodnik           | Czas      | Strzelanie | Miejsce |
| ----------------- | ------------------ | --------- | ---------- | ------- |
| Sztafeta mieszana | Elisa Gasparin     | 1:13:33.9 | 0+9        | 13.     |
| Sztafeta mieszana | Selina Gasparin    | 1:13:33.9 | 0+9        | 13.     |
| Sztafeta mieszana | Benjamin Weger     | 1:13:33.9 | 0+9        | 13.     |
| Sztafeta mieszana | Simon Hallenbarter | 1:13:33.9 | 0+9        | 13.     |

### Biegi narciarskie

#### Mężczyźni
| Konkurencja       | Zawodnik                                           | Czas      | Pozycje |
| ----------------- | -------------------------------------------------- | --------- | ------- |
| sprint            | Dario Cologna                                      | 4:39,69   | 26.     |
| sprint            | Jöri Kindschi                                      | 3:47,94   | 22.     |
| sprint            | Jovian Hediger                                     | 3:42,34   | 47.     |
| sprint            | Roman Schaad                                       | 4:56,63   | 83.     |
| Sprint drużynowy  | Dario Cologna Gianluca Cologna                     | 23:35,90  | 5.      |
| Bieg indywidualny | Dario Cologna                                      | 38:29,7   | złoto   |
| Bieg indywidualny | Curdin Perl                                        | 40:27,8   | 22.     |
| Bieg indywidualny | Jonas Baumann                                      | 40:33,2   | 24.     |
| Bieg łączony      | Dario Cologna                                      | 1:08:15,4 | złoto   |
| Bieg łączony      | Curdin Perl                                        | 1:10:22,4 | 27.     |
| Bieg łączony      | Jonas Baumann                                      | 1:10,52,3 | 29.     |
| Bieg na 50 km     | Curdin Perl                                        | 1:47:31,3 | 12.     |
| Bieg na 50 km     | Remo Fischer                                       | 1:47:44,2 | 22.     |
| Bieg na 50 km     | Dario Cologna                                      | 1:48:21,6 | 27.     |
| Bieg na 50 km     | Toni Livers                                        | 1:48:49,9 | 30.     |
| Sztafeta          | Curdin Perl Jonas Baumann Remo Fischer Toni Livers | 1:30:33,8 | 7.      |

#### Kobiety
| Konkurencja      | Zawodnik                     | Czas      | Pozycje |
| ---------------- | ---------------------------- | --------- | ------- |
| Sprint           | Laurien van der Graaff       | 2:37,95   | 21.     |
| sprint drużynowy | Bettina Gruber Seraina Boner | 16:45,47  | 7.      |
| Bieg masowy      | Seraina Boner                | 1:12:35,0 | 9.      |

### Bobsleje

#### Mężczyźni
| Osada  | Zawodnik                                            | Konkurencja | Ślizg 1 | Ślizg 2 | Ślizg 3 | Ślizg 4 | Łącznie | Pozycja |
| ------ | --------------------------------------------------- | ----------- | ------- | ------- | ------- | ------- | ------- | ------- |
| SUI-I  | Beat Hefti Alex Baumann                             | Dwójki      | 56,46   | 56,68   | 56,26   | 56,65   | 3:46,05 | srebro  |
| SUI-II | Rico Peter Juerg Egger                              | Dwójki      | 56,96   | 56,68   | 56,60   | 56,72   | 3:46,96 | 10.     |
| SUI-I  | Beat Hefti Jürg Egger Alex Baumann Thomas Lamparter | Czwórki     | 55,21   | 55,34   | 55,60   | 55,60   | 3:41,75 | 8.      |

#### Kobiety
| Osada | Zawodnik                   | Konkurencja | Ślizg 1 | Ślizg 2 | Ślizg 3 | Ślizg 4 | Łącznie | Pozycja |
| ----- | -------------------------- | ----------- | ------- | ------- | ------- | ------- | ------- | ------- |
| SUI-I | Fabienne Meyer Tanja Mayer | Dwójki      | 58,18   | 58,34   | 58,29   | 58,39   | 3:53,20 | 8.      |

### Curling

#### Mężczyźni
- Sven Michel (skip)
- Claudio Pätz
- Sandro Trolliet
- Simon Gempeler
- Benoît Schwarz

| 1       | 2      | 4   | 5               | 6     | 8      | 9     | 11       | 12                |   |   |    |
| Szwecja | Kanada |     | Wielka Brytania | Rosja | Niemcy | Dania | Norwegia | Stany Zjednoczone |   |   |    |
| 7:5     | 5:4    | 4:5 | 2:4             | 6:7   | 7:8    | 9:3   | 3:5      | 6:3               | 3 | 6 | 8. |

#### Kobiety
- Mirjam Ott (skip)
- Carmen Schäfer
- Carmen Küng
- Janine Greiner
- Alina Pätz

| 1                 | 2     | 3                | 5       | 6      | 7     | 9               | 10      | 12   | PF      | MF              |   |   |    |
| Stany Zjednoczone | Dania | Korea Południowa | Szwecja | Kanada | Rosja | Wielka Brytania | Japonia |      | Szwecja | Wielka Brytania |   |   |    |
| 7:4               | 7:6   | 8:6              | 8:9     | 5:8    | 3:6   | 8:6             | 7:9     | 10:6 | 5:7     | 5:6             | 5 | 6 | 4. |

### Hokej na lodzie

#### Mężczyźni
Bramkarze
- Reto Berra (Calgary Flames)
- Jonas Hiller (Anaheim Ducks)
- Tobias Stephan (Servette Genewa)

Obrona
- Severin Blindenbacher (ZSC Lions)
- Raphael Diaz (Montreal Canadiens)
- Patrick von Gunten (Kloten Flyers)
- Roman Josi (Nashville Predators)
- Mathias Seger (ZSC Lions)
- Mark Streit (Philadelphia Flyers)
- Julien Vauclair (HC Lugano)
- Yannick Weber (Vancouver Canucks)

Napad
- Andres Ambühl (HC Davos)
- Matthias Bieber (Kloten Flyers)
- Simon Bodenmann (Kloten Flyers)
- Damien Brunner (New Jersey Devils)
- Luca Cunti (ZSC Lions)
- Ryan Gardner (SC Bern)
- Denis Hollenstein (Servette Genewa)
- Simon Moser (Nashville Predators)
- Nino Niederreiter (Minnesota Wild)
- Martin Plüss (SC Bern)
- Kevin Romy (Servette Genewa)
- Reto Suri (EV Zug)
- Morris Trachsler (ZSC Lions)
- Roman Wick (ZSC Lions)

| Śzwajcaria | Grupa C | Grupa C | Grupa C | Runda kwalifikacyjna | Miejsce |
| ---------- | ------- | ------- | ------- | -------------------- | ------- |
| Śzwajcaria | Łotwa   | Szwecja | Czechy  | Łotwa                | Miejsce |
| Śzwajcaria | 1:0     | 0:1     | 1:0     | 1:3                  | 9.      |

#### Kobiety
Bramkarki
- Janine Alder (EHC Winterthur)
- Sophie Anthamatten (EHC Saastal)
- Florence Schelling (EHC Bülach)

Obrona
- Livia Altmann (ZSC Lions)
- Laura Benz (ZSC Lions)
- Nicole Bullo (HC Lugano)
- Sarah Forster (HC Ajoie)
- Angela Frautschi (ZSC Lions)
- Julia Marty (Linköpings HC)
- Lara Stalder (Uniwersytet Minnesoty)
- Sandra Thalmann (SC Reinach)

Napad
- Sara Benz (EHC Winterthur)
- Romy Eggimann (HC Lugano)
- Jessica Lutz (Ronin)
- Stefanie Marty (Linköpings HC)
- Alina Müller (EHC Winterthur)
- Katrin Nabholz (ZSC Lions)
- Evelina Raselli (HC Lugano)
- Phoebe Stänz (Uniwersytet Yale)
- Anja Stiefel (HC Lugano)
- Nina Waidacher (College of St. Scholastica)

| Szwajcaria | Grupa A | Grupa A           | Grupa A   | Ćwierćfinał | Półfinał | Mecz o 3. miejsce | Miejsce |
| ---------- | ------- | ----------------- | --------- | ----------- | -------- | ----------------- | ------- |
| Szwajcaria | Kanada  | Stany Zjednoczone | Finlandia | Rosja       | Kanada   | Szwecja           | Miejsce |
| Szwajcaria | 0:5     | 0:9               | 3:4       | 2:0         | 1:3      | 4:3               | .       |

### Kombinacja norweska
| Konkurencja             | Zawodnik | Skoki narciarskie | Skoki narciarskie | Skoki narciarskie | Bieg narciarski | Bieg narciarski | Strata   | Pozycja |
| Konkurencja             | Zawodnik | Skok              | Nota              | Pozycja           | Czas biegu      | Pozycja         | Strata   | Pozycja |
| ----------------------- | -------- | ----------------- | ----------------- | ----------------- | --------------- | --------------- | -------- | ------- |
| Skocznia normalna/10 km | Tim Hug  | 91,5              | 106,5             | 38.               | 24:09,4         | 22.             | + 1:59,2 | 27.     |
| Skocznia duża/10 km     | Tim Hug  | 123,5             | 102,3             | 25.               | 23:09,5         | 21.             | + 1:29,0 | 24.     |

### Narciarstwo alpejskie

#### Mężczyźni
| Konkurencja      | Zawodnik         | Czas 1. przejazdu        | Czas 2. przejazdu        | Czas łączny              | Pozycje                  |
| ---------------- | ---------------- | ------------------------ | ------------------------ | ------------------------ | ------------------------ |
| zjazd            | Carlo Janka      |                          |                          | 2:06,71                  | 6.                       |
| zjazd            | Beat Feuz        |                          |                          | 2:07,49                  | 13.                      |
| zjazd            | Didier Défago    |                          |                          | 2:07,79                  | 14.                      |
| zjazd            | Patrick Küng     |                          |                          | 2:07,82                  | 15.                      |
| supergigant      | Patrick Küng     |                          |                          | 1:19,38                  | 12.                      |
| supergigant      | Carlo Janka      |                          |                          | 1:20,01                  | 22.                      |
| supergigant      | Beat Feuz        |                          |                          | 1:20,65                  | 27.                      |
| supergigant      | Didier Défago    |                          |                          | Nie ukończył konkurencji | Nie ukończył konkurencji |
| Slalom gigant    | Carlo Janka      | 1:22,52                  | 1:24,52                  | 2:47,04                  | 13.                      |
| Slalom gigant    | Mauro Caviezel   | 1:23,58                  | 1:26,17                  | 2:49,75                  | 28.                      |
| Slalom gigant    | Gino Caviezel    | 1:25,45                  | 1:24,95                  | 2:50,40                  | 30.                      |
| Slalom gigant    | Didier Défago    | Nie ukończył konkurencji | Nie ukończył konkurencji | Nie ukończył konkurencji | Nie ukończył konkurencji |
| Slalom specjalny | Ramon Zenhäusern | 51,01                    | 58,39                    | 1:49,40                  | 19.                      |
| Slalom specjalny | Justin Murisier  | 49,92                    | Nie ukończył konkurencji | Nie ukończył konkurencji | Nie ukończył konkurencji |
| Slalom specjalny | Daniel Yule      | 48,38                    | Dyskwalifikacja          | Dyskwalifikacja          | Dyskwalifikacja          |
| Slalom specjalny | Luca Aerni       | Nie ukończył konkurencji | Nie ukończył konkurencji | Nie ukończył konkurencji | Nie ukończył konkurencji |
| Superkombinacja  | Sandro Viletta   | 1:54,88                  | 50,32                    | 2:45,20                  | złoto                    |
| Superkombinacja  | Carlo Janka      | 1:54,42                  | 52,46                    | 2:46,88                  | 8.                       |
| Superkombinacja  | Beat Feuz        | 1:54,46                  | 53,29                    | 2:47,75                  | 15.                      |
| Superkombinacja  | Mauro Caviezel   | 1:54,75                  | Nie ukończył konkurencji | Nie ukończył konkurencji | Nie ukończył konkurencji |

#### Kobiety
| Konkurencja     | Zawodniczka                   | Czas 1. przejazdu         | Czas 2. przejazdu         | Czas łączny               | Pozycje                   |
| --------------- | ----------------------------- | ------------------------- | ------------------------- | ------------------------- | ------------------------- |
| Zjazd           | Dominique Gisin               |                           |                           | 1:41,57                   | złoto                     |
| Zjazd           | Lara Gut                      |                           |                           | 1:41,67                   | brąz                      |
| Zjazd           | Fabienne Suter                |                           |                           | 1:41,94                   | 5.                        |
| Zjazd           | Marianne Kaufmann-Abderhalden |                           |                           | Nie ukończyła konkurencji | Nie ukończyła konkurencji |
| Supergigant     | Lara Gut                      |                           |                           | 1:26,25                   | 4.                        |
| Supergigant     | Fränzi Aufdenblatten          |                           |                           | 1:26,79                   | 6.                        |
| Supergigant     | Fabienne Suter                |                           |                           | 1:26,89                   | 7.                        |
| Supergigant     | Dominique Gisin               |                           |                           | Nie ukończyła konkurencji | Nie ukończyła konkurencji |
| Slalom gigant   | Lara Gut                      | 1:20,54                   | 1:18,10                   | 2:38,64                   | 9.                        |
| Slalom gigant   | Dominique Gisin               | 1:19,99                   | 1:19,59                   | 2:39,58                   | 10.                       |
| Slalom gigant   | Fabienne Suter                | 1:22,07                   | 1:19,99                   | 2:42,06                   | 26.                       |
| Slalom gigant   | Wendy Holdener                | Nie ukończyła konkurencji | Nie ukończyła konkurencji |                           |                           |
| Slalom          | Denise Feierabend             | 55,80                     | 53,67                     | 1:49,47                   | 17.                       |
| Slalom          | Michelle Gisin                | 1:00,73                   | 56,39                     | 1:57,12                   | 28.                       |
| Slalom          | Wendy Holdener                | Nie ukończyła konkurencji | Nie ukończyła konkurencji | Nie ukończyła konkurencji | Nie ukończyła konkurencji |
| Superkombinacja | Dominique Gisin               | 1:44,01                   | 52,11                     | 2:36,12                   | 5.                        |
| Superkombinacja | Denise Feierabend             | 1:46,03                   | 51,68                     | 2:37,71                   | 12.                       |
| Superkombinacja | Lara Gut                      | 1:43,15                   | Nie ukończyła slalomu     | Nie ukończyła slalomu     | Nie ukończyła slalomu     |
| Superkombinacja | Marianne Kaufmann-Abderhalden | Nie ukończyła zjazdu      | Nie ukończyła zjazdu      | Nie ukończyła zjazdu      | Nie ukończyła zjazdu      |

### Narciarstwo dowolne

#### Mężczyźni
| Slopstyle | Kai Mahler    | 76,20 | 29,00 | 76,20 | 16. | Nie awansował | Nie awansował | Nie awansował | Nie awansował |
| Slopstyle | Elias Ambühl  | 58,00 | 65,80 | 65,80 | 22. | Nie awansował | Nie awansował | Nie awansował | Nie awansował |
| Slopstyle | Fabian Bösch  | 11,80 | 63,00 | 63,00 | 23. | Nie awansował | Nie awansował | Nie awansował | Nie awansował |
| Slopstyle | Luca Schuler  | 6,80  | 5,20  | 6,80  | 32. | Nie awansował | Nie awansował | Nie awansował | Nie awansował |
| Halfpipe  | Yannic Lerjen | 67,60 | 29,60 | 67,60 | 14. | Nie awansował | Nie awansował | Nie awansował | Nie awansował |
| Halfpipe  | Nils Lauper   | 65,00 | 58,00 | 65,00 | 16. | Nie awansował | Nie awansował | Nie awansował | Nie awansował |
| Halfpipe  | Joel Gisler   | 60,80 | 2,60  | 60,80 | 18. | Nie awansował | Nie awansował | Nie awansował | Nie awansował |

| Konkurencja | Zawodnik       | Kwalifikacje           | Kwalifikacje | 1/8 finału            | 1/8 finału            | Ćwierćfinał           | Ćwierćfinał           | Półfinał              | Półfinał              | Finał                 | Finał                 |
| Konkurencja | Zawodnik       | Czas                   | Miejsce      | Czas                  | Miejsce               | Czas                  | Miejsce               | Czas                  | Miejsce               | Czas                  | Miejsce               |
| ----------- | -------------- | ---------------------- | ------------ | --------------------- | --------------------- | --------------------- | --------------------- | --------------------- | --------------------- | --------------------- | --------------------- |
| Skicross    | Armin Niederer | 1:17,39                | 8.           | -                     | 2.                    | -                     | 1.                    | -                     | 3.                    | -                     | 7.                    |
| Skicross    | Alex Fiva      | Nie ukończył przejazdu | 30.          | -                     | 4.                    | Nie sklasyfikowany    | Nie sklasyfikowany    | Nie sklasyfikowany    | Nie sklasyfikowany    | Nie sklasyfikowany    | Nie sklasyfikowany    |
| Skicross    | Michael Schmid | Dyskwalifikacja        | 32.          | Nie stanął na starcie | Nie stanął na starcie | Nie stanął na starcie | Nie stanął na starcie | Nie stanął na starcie | Nie stanął na starcie | Nie stanął na starcie | Nie stanął na starcie |

| skoki akrobatyczne | Renato Ulrich  | 115,84 | 3.  |       |     | 80,53         | 12.           | Nie awansował | Nie awansował | Nie awansował | 12. |
| skoki akrobatyczne | Thomas Lambert | 96,83  | 13. | 89,38 | 8.  | Nie awansował | Nie awansował | Nie awansował | Nie awansował | Nie awansował | 14. |
| skoki akrobatyczne | Mischa Gasser  | 96,52  | 14. | 83,91 | 12. | Nie awansował | Nie awansował | Nie awansował | Nie awansował | Nie awansował | 18. |

#### Kobiety
| Skoki akrobatyczne | Tanja Schärer | 48,72 | 21. | 77,17 | 8. | Nie awansowała | Nie awansowała | Nie awansowała | Nie awansowała | Nie awansowała | 14. |

| Konkurencja | Zawodniczka    | Kwalifikacje | Kwalifikacje | 1/8 finału              | 1/8 finału              | Ćwierćfinał             | Ćwierćfinał             | Półfinał                | Półfinał                | Finał                   | Finał   |
| Konkurencja | Zawodniczka    | Czas         | Miejsce      | Czas                    | Miejsce                 | Czas                    | Miejsce                 | Czas                    | Miejsce                 | Czas                    | Miejsce |
| ----------- | -------------- | ------------ | ------------ | ----------------------- | ----------------------- | ----------------------- | ----------------------- | ----------------------- | ----------------------- | ----------------------- | ------- |
| Skicross    | Fanny Smith    | 1:24,61      | 16.          | -                       | 2.                      | -                       | 2.                      | -                       | 4.                      | -                       | 8.      |
| Skicross    | Sanna Lüdi     | 1:22,37      | 6.           | -                       | 1.                      | Nie ukończyła przejazdu | Nie ukończyła przejazdu | Nie ukończyła przejazdu | Nie ukończyła przejazdu | Nie ukończyła przejazdu | 13.     |
| Skicross    | Jorinde Müller | 1:22,46      | 7.           | Nie ukończyła przejazdu | Nie ukończyła przejazdu | Nie ukończyła przejazdu | Nie ukończyła przejazdu | Nie ukończyła przejazdu | Nie ukończyła przejazdu | Nie ukończyła przejazdu | 25.     |
| Skicross    | Katrin Müller  | 1:23,85      | 12.          | -                       | 1.                      | -                       | 3.                      | Nie awansowała          | Nie awansowała          | Nie awansowała          | 10.     |

| Slopstyle | Eveline Bhend   | 67,20 | 77,20 | 77,20 | 9.  | 58,40          | 63,20          | 63,20          | 9.             |
| Slopstyle | Camillia Berra  | 74,40 | 74,80 | 74,80 | 10. | 5,60           | 30,40          | 30,40          | 12.            |
| Halfpipe  | Virginie Faivre | 79,40 | 80,00 | 80,00 | 7.  | 74,40          | 78,00          | 78,00          | 4.             |
| Halfpipe  | Mirjam Jäger    | 73,20 | 27,20 | 73,20 | 10. | 71,20          | 16,00          | 71,20          | 8.             |
| Halfpipe  | Nina Ragettli   | 18,00 | DNS   | 18,00 | 22. | Nie awansowała | Nie awansowała | Nie awansowała | Nie awansowała |

### Saneczkarstwo

#### Mężczyźni
| Konkurencja      | Zawodnik         | Ślizg 1 | Ślizg 2 | Ślizg 3 | Ślizg 4 | Łącznie  | Pozycja |
| ---------------- | ---------------- | ------- | ------- | ------- | ------- | -------- | ------- |
| Gregory Carigiet | Jedynki mężczyzn | 52,775  | 52,579  | 52,274  | 52,167  | 3:29,795 | 12.     |

#### Kobiety
| Konkurencja    | Zawodnik       | Ślizg 1 | Ślizg 2 | Ślizg 3 | Ślizg 4 | Łącznie  | Pozycja |
| -------------- | -------------- | ------- | ------- | ------- | ------- | -------- | ------- |
| Jedynki kobiet | Martina Kocher | 50,560  | 50,454  | 50,593  | 50,559  | 3:22,166 | 9.      |

### Skeleton

#### Kobiety
| Zawodniczka      | Ślizg 1 | Ślizg 2 | Ślizg 3 | Ślizg 4 | Łącznie | Pozycja |
| ---------------- | ------- | ------- | ------- | ------- | ------- | ------- |
| Marina Gilardoni | 59,77   | 59,79   | 58,77   | 58,41   | 3:56,74 | 18.     |

### Skoki narciarskie

#### Mężczyźni
| Konkurencja              | Skoczek            | Kwalifikacje | Kwalifikacje | Skok 1    | Skok 1 | Skok 2    | Skok 2 | Nota  | Pozycja |
| Konkurencja              | Skoczek            | odległość    | Nota         | odległość | Nota   | odległość | Nota   | Nota  | Pozycja |
| ------------------------ | ------------------ | ------------ | ------------ | --------- | ------ | --------- | ------ | ----- | ------- |
| Skocznia normalna HS-106 | Simon Ammann       | PQ           | PQ           | 97,5      | 125,5  | 98,5      | 121,1  | 246,6 | 17.     |
| Skocznia normalna HS-106 | Gregor Deschwanden | 99,0         | 111,7        | 100,5     | 120,7  | 96,5      | 118,6  | 239,3 | 25.     |
| Skocznia duża K-140      | Simon Ammann       | PQ           | PQ           | 125,5     | 113,2  | 131,0     | 126,0  | 239,2 | 23.     |
| Skocznia duża K-140      | Gregor Deschwanden | 120,0        | 108,2        | 134,5     | 130,3  | 123,0     | 117,1  | 247,4 | 14.     |

#### Kobiety
| Konkurencja             | Skoczek          | Skok 1    | Skok 1 | Skok 2    | Skok 2 | Nota  | Pozycja |
| Konkurencja             | Skoczek          | odległość | Nota   | odległość | Nota   | Nota  | Pozycja |
| ----------------------- | ---------------- | --------- | ------ | --------- | ------ | ----- | ------- |
| Skocznia normalna K-106 | Bigna Windmüller | 96,0      | 112,3  | 96,0      | 108,4  | 220,7 | 18.     |

### Snowboard

#### Mężczyźni
| Konkurencja | Zawodnik           | Kwalifikacje | Kwalifikacje | Kwalifikacje | Kwalifikacje | Półfinał              | Półfinał              | Półfinał              | Półfinał              | Finał         | Finał         | Finał         | Finał   |
| Konkurencja | Zawodnik           | 1. zjazd     | 2. zjazd     | Najlepszy    | Miejsce      | 1. zjazd              | 2. zjazd              | Najlepszy             | Miejsce               | 1. zjazd      | 2. zjazd      | Najlepszy     | Miejsce |
| ----------- | ------------------ | ------------ | ------------ | ------------ | ------------ | --------------------- | --------------------- | --------------------- | --------------------- | ------------- | ------------- | ------------- | ------- |
| Slopestyle  | Lucien Koch        | 32,00        | 29,75        | 32,00        | 12.          | 16,25                 | 20,75                 | 20,75                 | 20.                   | Nie awansował | Nie awansował | Nie awansował | 28.     |
| Slopestyle  | Jan Scherrer       | 74,50        | 18,75        | 74,50        | 10.          | 64,25                 | 23,50                 | 64,25                 | 11.                   | Nie awansował | Nie awansował | Nie awansował | 19.     |
| Halfpipe    | Christian Haller   | 74,00        | 83,75        | 83,75        | 2.           |                       |                       |                       |                       | 46,25         | 51,50         | 51,50         | 11.     |
| Halfpipe    | David Hablützel    | 48,75        | 81,00        | 81,00        | 3.           |                       |                       |                       |                       | 80,75         | 88,50         | 88,50         | 5.      |
| Halfpipe    | Jurij Podładczykow | 15,00        | 82,00        | 82,00        | 8.           | 87,50                 | 41,25                 | 87,50                 | 1.                    | 86,50         | 94,75         | 94,75         | złoto   |
| Halfpipe    | Jan Scherrer       | 43,50        | 69,75        | 69,75        | 9.           | Nie stanął na starcie | Nie stanął na starcie | Nie stanął na starcie | Nie stanął na starcie | Nie awansował | Nie awansował | Nie awansował | 18.     |

| Konkurencja | Zawodnik     | 1/8 finału | 1/8 finału | Ćwierćfinał            | Ćwierćfinał            | Półfinał      | Półfinał      | Finał         | Finał   |
| Konkurencja | Zawodnik     | Czas       | Miejsce    | Czas                   | Miejsce                | Czas          | Miejsce       | Czas          | Miejsce |
| ----------- | ------------ | ---------- | ---------- | ---------------------- | ---------------------- | ------------- | ------------- | ------------- | ------- |
| Cross       | Tim Watter   | -          | 2.         | Dyskwalifikacja        | Dyskwalifikacja        | Nie awansował | Nie awansował | Nie awansował | 21.     |
| Cross       | Marvin James | -          | 3.         | Nie ukończył przejazdu | Nie ukończył przejazdu | Nie awansował | Nie awansował | Nie awansował | 21.     |

| slalom równoległy        | Simon Schoch    | 59,08           | 6.              | Aaron March + 1,12        | Nie awansował      | Nie awansował      | Nie awansował      | 9.                 |
| slalom równoległy        | Nevin Galmarini | 59,13           | 7.              | Sylvain Dufour 0.00       | Žan Košir + 0,20   | Nie awansował      | Nie awansował      | 7.                 |
| slalom równoległy        | Kaspar Flütsch  | 59,38           | 8.              | Roland Fischnaller + 0.48 | Nie awansował      | Nie awansował      | Nie awansował      | 10.                |
| slalom równoległy        | Philipp Schoch  | Dyskwalifikacja | Dyskwalifikacja | Nie sklasyfikowany        | Nie sklasyfikowany | Nie sklasyfikowany | Nie sklasyfikowany | Nie sklasyfikowany |
| slalom gigant równoległy | Kaspar Flütsch  | 1:37,82         | 7.              | Simon Schoch + 0.22       | Nie awansował      | Nie awansował      | Nie awansował      | 11.                |
| slalom gigant równoległy | Philipp Schoch  | 1:37,85         | 9.              | Žan Košir + 0.36          | Nie awansował      | Nie awansował      | Nie awansował      | 12.                |
| slalom gigant równoległy | Simon Schoch    | 1:38,46         | 10.             | Kaspar Flütsch 0.00       | Vic Wild + 5.60    | Nie awansował      | Nie awansował      | 7.                 |
| slalom gigant równoległy | Nevin Galmarini | 1:39,07         | 13.             | Benjamin Karl 0.00        | Rok Marguč 0.00    | Žan Košir 0.00     | Vic Wild + 2.14    | srebro             |

#### Kobiety
| Slalom równoległy        | Patrizia Kummer | 1:03,82 | 3.  | Patrizia Kummer + 0.14         | Nie awansowała         | Nie awansowała       | Nie awansowała       | 9.    |
| Slalom równoległy        | Julie Zogg      | 1:03,92 | 4.  | Tomoka Takeuchi 0.00           | Julia Dujmovits + 0,10 | Nie awansowała       | Nie awansowała       | 7.    |
| Slalom równoległy        | Stefanie Müller | 1:05,64 | 18. | Nie awansowała                 | Nie awansowała         | Nie awansowała       | Nie awansowała       | 18.   |
| Slalom równoległy        | Ladina Jenny    | 1:05,96 | 24. | Nie awansowała                 | Nie awansowała         | Nie awansowała       | Nie awansowała       | 24.   |
| Slalom gigant równoległy | Patrizia Kummer | 1:46,62 | 2.  | Jekatierina Tudiegieszewa 0.00 | Ester Ledecká 0.00     | Alona Zawarzina 0.00 | Tomoka Takeuchi 0.00 | złoto |
| Slalom gigant równoległy | Julie Zogg      | 1:47,11 | 3.  | Ina Meschik + 0,12             | Nie awansowała         | Nie awansowała       | Nie awansowała       | 9.    |
| Slalom gigant równoległy | Ladina Jenny    | 1:50,41 | 12. | Marianne Leeson + 0,81         | Nie awansowała         | Nie awansowała       | Nie awansowała       | 14.   |
| Slalom gigant równoległy | Stefanie Müller | 1:51,98 | 17. | Nie awansowała                 | Nie awansowała         | Nie awansowała       | Nie awansowała       | 17.   |

| Konkurencja | Zawodniczka           | Kwalifikacje   | Kwalifikacje   | Kwalifikacje   | Kwalifikacje | Ćwierćfinał | Ćwierćfinał | Półfinał       | Półfinał       | Finał          | Finał   |
| ----------- | --------------------- | -------------- | -------------- | -------------- | ------------ | ----------- | ----------- | -------------- | -------------- | -------------- | ------- |
| Konkurencja | Zawodniczka           | Czas 1. zjazdu | Czas 2. zjazdu | Najlepszy czas | Miejsce      | Czas        | Miejsce     | Czas           | Miejsce        | Czas           | Miejsce |
| Cross       | Sandra Daniela Gerber | 1:24,10        | -              | 1:24,10        | 10.          | -           | 4.          | Nie awansowała | Nie awansowała | Nie awansowała | 13.     |
| Cross       | Simona Meiler         | 1:25,17        | 1:25,47        | 1:25,17        | 20.          | -           | 2.          | -              | 6.             | -              | 10.     |

| Konkurencja | Zawodnik         | Kwalifikacje | Kwalifikacje | Kwalifikacje | Kwalifikacje | Półfinał       | Półfinał       | Półfinał       | Półfinał       | Finał          | Finał          | Finał          | Finał   |
| Konkurencja | Zawodnik         | 1. zjazd     | 2. zjazd     | Najlepszy    | Miejsce      | 1. zjazd       | 2. zjazd       | Najlepszy      | Miejsce        | 1. zjazd       | 2. zjazd       | Najlepszy      | Miejsce |
| ----------- | ---------------- | ------------ | ------------ | ------------ | ------------ | -------------- | -------------- | -------------- | -------------- | -------------- | -------------- | -------------- | ------- |
| Slopestyle  | Isabel Derungs   | 82,50        | 87,50        | 87,50        | 1.           |                |                |                |                | 58,50          | 15,25          | 58,50          | 8.      |
| Slopestyle  | Sina Candrian    | 58,25        | 36,50        | 58,25        | 9.           | 84,25          | 81,50          | 84,25          | 2.             | 77,25          | 87,00          | 87,00          | 4.      |
| Slopestyle  | Elena Könz       | 86,25        | 38,00        | 86,25        | 3.           |                |                |                |                | 24,50          | 54,50          | 54,50          | 9.      |
| halfpipe    | Nadja Purtschert | 47,50        | 20,75        | 47,50        | 12.          | Nie awansowała | Nie awansowała | Nie awansowała | Nie awansowała | Nie awansowała | Nie awansowała | Nie awansowała | 23.     |
| halfpipe    | Verena Rohrer    | 34,50        | 31,50        | 34,50        | 13.          | Nie awansowała | Nie awansowała | Nie awansowała | Nie awansowała | Nie awansowała | Nie awansowała | Nie awansowała | 27.     |